# Rhagoletis macquartii
Rhagoletis macquartii är en tvåvingeart som först beskrevs av Friedrich Hermann Loew 1873.  Rhagoletis macquartii ingår i släktet Rhagoletis och familjen borrflugor. Inga underarter finns listade i Catalogue of Life.